# 圣格鲁迪牛
圣格鲁迪牛（Santa Gertrudis cattle 聖達牛、聖塔牛）是美國一種飼養類商業肉牛品種，由歐洲牛和婆罗门牛混種而成，有抗壁虱能力，大量飼養在德州，於美國和世界市場佔有重要銷量。
外型毛色以红色及深红色为主，有的个体腹部有白色雜毛，80年代後中國山西、雲南等地大量引進成功，山西引入与晋南牛杂交後品種产奶量提高、小牛生長速度加快，淨肉率超過40%對當地畜牧業做出重大貢獻。